# Kožmani
Kožmani este o localitate din comuna Ajdovščina, Slovenia, cu o populație de 109 locuitori.